# Flumineddu (přítok Cedrino)
Říčka Fluminedu je vodní tok na Sardinii v oblasti Supramonte a tvoří převážnou část hranice mezi provincii Nuoro a Ogliastra. Je pravým přítokem řeky Cedrino.

## Popis
Říčka pramení v nadmořské výšce 1235 m asi 1,5 km na východ od hory Monte Bruttu a nedaleko tunelu Galleria di Corr'e Boi v průsmyku Corre Boi na silnici SP 2 (SS 389). Zleva se do ní vlévá voda z blízkého pramene Funtana Muidorgia. Říčka nejprve teče na severovýchod a pak pokračuje severním směrem, kde obtéká Supramonte a pokračuje údolím Oddoene a soutěskou Gola Gorropu. Mezi Ponta Sa Brava a Dorgali protéká širokým a plochým údolím a jihozápadně od Dorgali se vlévá zprava do řeky Cedrino
Fluminedu dlouhodobým erozním působením ve vápencovém podloží vytvořila divoká údolí a velkolepou soutěsku Gola Gorropu. Voda říčky protéká krasovými dutinami a místy (na horním toku řeky, před vstupem do soutěsky) vyvěrá na povrch a vytváří přírodní jezírka. Zaplněná vodou je v období silných dešťů (hlavně podzim, pak zimní období) nebo při bleskových povodních